# Куркіно (Калузька область)
Куркіно (рос. Куркино) — присілок в Юхновському районі Калузької області Російської Федерації.
Населення становить 176 осіб. Входить до складу муніципального утворення Присілок Куркино.

## Історія
Від 2004 року входить до складу муніципального утворення Присілок Куркино

## Населення
| 2002 | 2010 |
| ---- | ---- |
| 218  | ↘176 |